# Repuševići
Repuševići (cyr. Репушевићи) – wieś w Bośni i Hercegowinie, w Republice Serbskiej, w gminie Višegrad. W 2013 roku liczyła 3 mieszkańców.